# Günther Würfel
Günther Würfel, född 24 mars 1948, är en friidrottare från Österrike. Han deltog vid olympiska sommarspelen 1972.